# Heléne Björklund
Eva Heléne Björklund, ogift Persson, född 29 september 1972 i Sölvesborgs församling i Blekinge län, är en svensk politiker (socialdemokrat). Hon är ordinarie riksdagsledamot sedan 2018, invald för Blekinge läns valkrets.

## Biografi
Björklund är född och uppvuxen i Sölvesborgs kommun. Hon är dotter till Gunnar Persson (född 1947) och Monica Gadd (född 1953).
Björklund är bosatt i Sölvesborg samt är sambo med kommunpolitikern Markus Alexandersson Hon har fyra barn. Till yrket är hon lärare med examen från Högskolan Kristianstad. 
Björklund var kommunalråd och kommunstyrelseordförande i Sölvesborgs kommun under åren 2006–2018, där hon efterträddes av Louise Erixon. Hon är ordförande för Socialdemokraterna i Blekinge och ledamot i partistyrelsen.
Björklund efterträdde Jens Åberg som kommunstyrelsens ordförande efter valet 2006. Hon blev därmed den första kvinnliga kommunstyrelseordföranden i Sölvesborg.

### Riksdagsledamot
Hon är riksdagsledamot sedan valet 2018. I valet 2018 blev hon den åttonde mest kryssade socialdemokraten i landet, räknat i procent, till riksdagen.[källa behövs]
I riksdagen är Björklund ledamot i försvarsutskottet och Nordiska rådets svenska delegation sedan 2022 samt suppleant i socialutskottet. Hon har varit suppleant i bland annat justitieutskottet.